# Кристиансен, Йенс
Йенс Кристиансен (дат. Jens Kristiansen; род. 25 мая 1952, Копенгаген) — датский шахматист, гроссмейстер (2012). Чемпион Дании (1979, 1982, 1995). В составе сборной Дании - участник Олимпиад (1978, 1982, 1984, 1990) и командного чемпионата Европы 1983, где показал 2-й результат на своей доске.
Чемпион мира среди ветеранов (2012).